# Wegneria astragalodes
Wegneria astragalodes är en fjärilsart som beskrevs av Edward Meyrick 1922. Wegneria astragalodes ingår i släktet Wegneria och familjen äkta malar.
Artens utbredningsområde är Uganda. Inga underarter finns listade i Catalogue of Life.